# Metasoma błonkówek

Plan budowy robotnicy mrówki. Na metasomę składają się pomostek (35) i gaster (36)

Metasoma (łac. metasoma) – tylna część ciała u błonkówek z podrzędu trzonkówek, powstała z części odwłoka.
U trzonkówek (owadziarek i żądłówek) pierwszy segment odwłoka, określany mianem pozatułowia, łączy się z tułowiem w pseudotagmę nazywaną mezosomą. Metasomę tworzy pozostała część odwłoka, to jest segmenty od drugiego do jedenastego. Pierwszy, rzadziej też drugi segment metasomy tworzy przewężenie, zwane stylikiem lub pomostkiem. Czasem pierwszy segment metasomy jest nie tylko zwężony, ale też skrócony i wskutek tego prawie niewidoczny. 
Nabrzmiałą część metasomy, położoną za stylikiem określa się jako gaster. Na segmentach metasomy występują płytki grzbietowe – tergity i brzuszne – sternity, natomiast brak jest płytek bocznych (pleurytów). U samców segmenty dziewiąty i dziesiąty, a u samic też sternum segmentu ósmego ulegają przekształceniu w aparat kopulacyjny, pokładełko lub żądło. Liczba widocznych z zewnątrz segmentów metasomy jest więc znacznie mniejsza od ich faktycznej liczby. Najsilniej zaznacza się to u złotolitek, u których to widoczne mogą być tylko trzy segmenty metasomy.
Wydzielenie z odwłoka metasomy przewężeniem pozwala na większą ruchliwość pokładełka lub żądła.